# Flensburg
Flensburg (dánul: Flensborg) város Németországban, Schleswig-Holstein szövetségi tartományban. Dél-Schleswig régió központja. 87 ezer lakosával Kiel és Lübeck után a tartomány harmadik legnépesebb városa. A legészakibb német kikötőváros. A németországi dán kisebbség központja. Közlekedési és kereskedelmi csomópont.

## Fekvése
- Schleswig-Holstein északi részén található. Központja mintegy 7 km-re van a dán határtól. A legközelebbi nagyvárosok Kiel (86 km-re délre) és a dániai Odense (92 km-re északkeletre).
- A Flensburger Förde nevű öböl mélyen, egészen a város központjáig benyúlik.

## Közlekedés
- Kikötőváros
- Repülőtere van.

## Közigazgatás
- Státusa a magyar megyei jogú város jogállásához hasonló (Kreisfreie Stadt)

## Története
- A várost a 12. században alapították. 1284-ben kapott városjogot.
- Kedvező fekvésének is köszönhette, hogy a középkor vége felé Schleswig egyik legjelentősebb kereskedő- és ipari városává vált.
- 1864. február 6-án egy fél magyar huszárszázad megrohamozta és megfutamította Flensburg közelében visszavonuló dán lovassági és gyalogsági egységeket. [forrás?]
- Az első világháború után népszavazás eredményeként került Németországhoz, Dánia helyett.
- 1945 májusában itt volt a székhelye a náci Németország utolsó kormányának, a Karl Dönitz tengernagy által vezetett Flensburgi kormánynak, amely május 1-től, Hitler halálától május 23-ig volt hatalmon.
- A város a második világháborúban sértetlen  maradt.

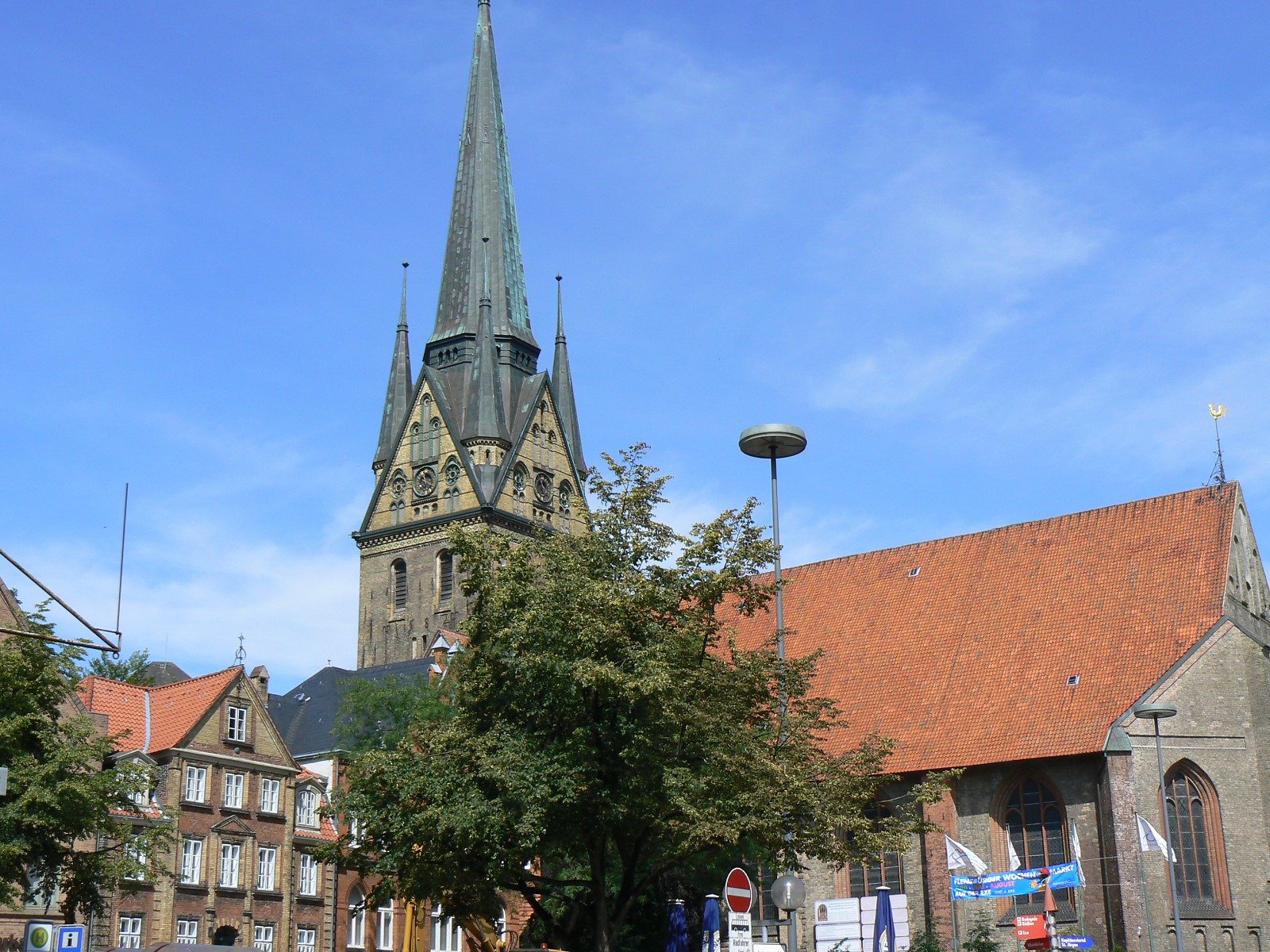
A Szent Miklós-templom 2007-ben)

## Nevezetességei
- Szent Miklós-templom (Nikolaikirche) (14. - 16. század, tornyát 1877-ben Johannes Otzen tervei alapján építették)
- Szent János-templom (Johanniskirche) (a város legősibb temploma, román stílusú, 1200 körül, átépítve gótikus majd barokk elemekkel)
- Mária-templom (St.-Marien-Kirche) (tornyát 1878 -1880 között  Johannes Otzen tervei alapján építették
- Nordermarkt (az óváros központi tere, rajta a Schrangen, egy 1595-ben üzletháznak épület ház, valamint a Neptunkút (Neptunbrunnen) 1758-ból, valamint a gótikus Szentlélek-templom (1386-ból, 1588-tól a dánok temploma)
- Norderstrasse (St.- Marien-Kirche a 14- 15. századból, a Flensburger Haus nevű 18. századi kereskedőház, a Flensborghaus, a dán közösség kulturális központja
- Nordertor (1595, a város jelképe)

## Gazdaság
Schleswig egyik legjelentősebb iparvárosa.
- hajóépítés
- kohászat
- halfeldolgozás
- szeszipar

## Kultúra
- Hajózási Múzeum (Schiffahrtsmuseum)

## Oktatás
- Pedagógiai Főiskola

## Sportélete
Flensburg 08 (hivatalos nevén: Flensburger Sportvereinigung von 1908 e.V.) (labdarúgás stb.)
Itt található a SG Flensburg-Handewitt nevezetű kézilabdacsapat ami nemzetközileg is elismert. A csapat legnagyobb sikere 2014-es EHF Bajnokok-Ligája megnyerése volt.

## Népesség
- 60 931 (1910)[3]
- 88 750 (1995)[4]
- 87 065 (2006. április 1.)
- 89 357 (2011)

## Galéria

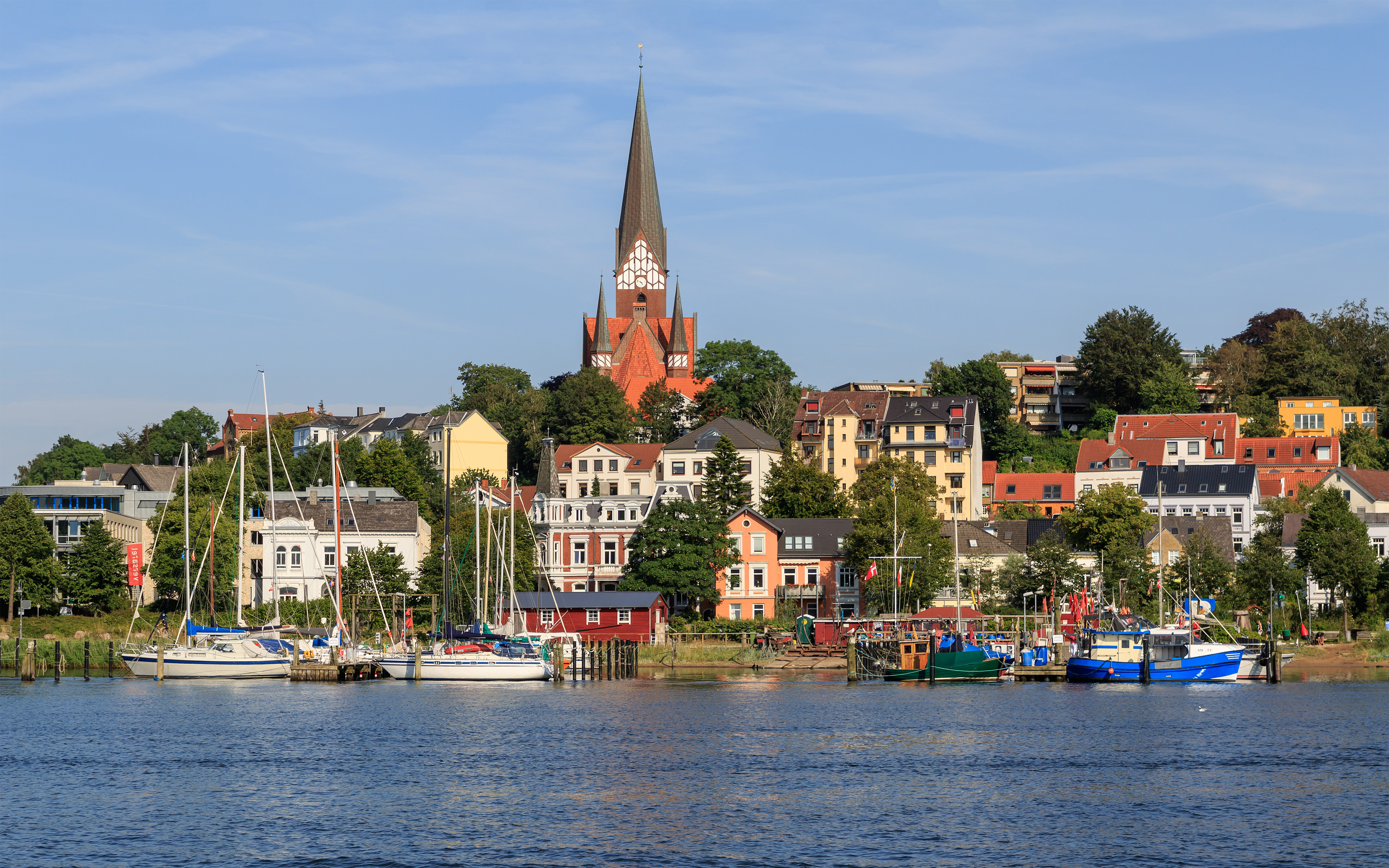
Flensburg (2015)
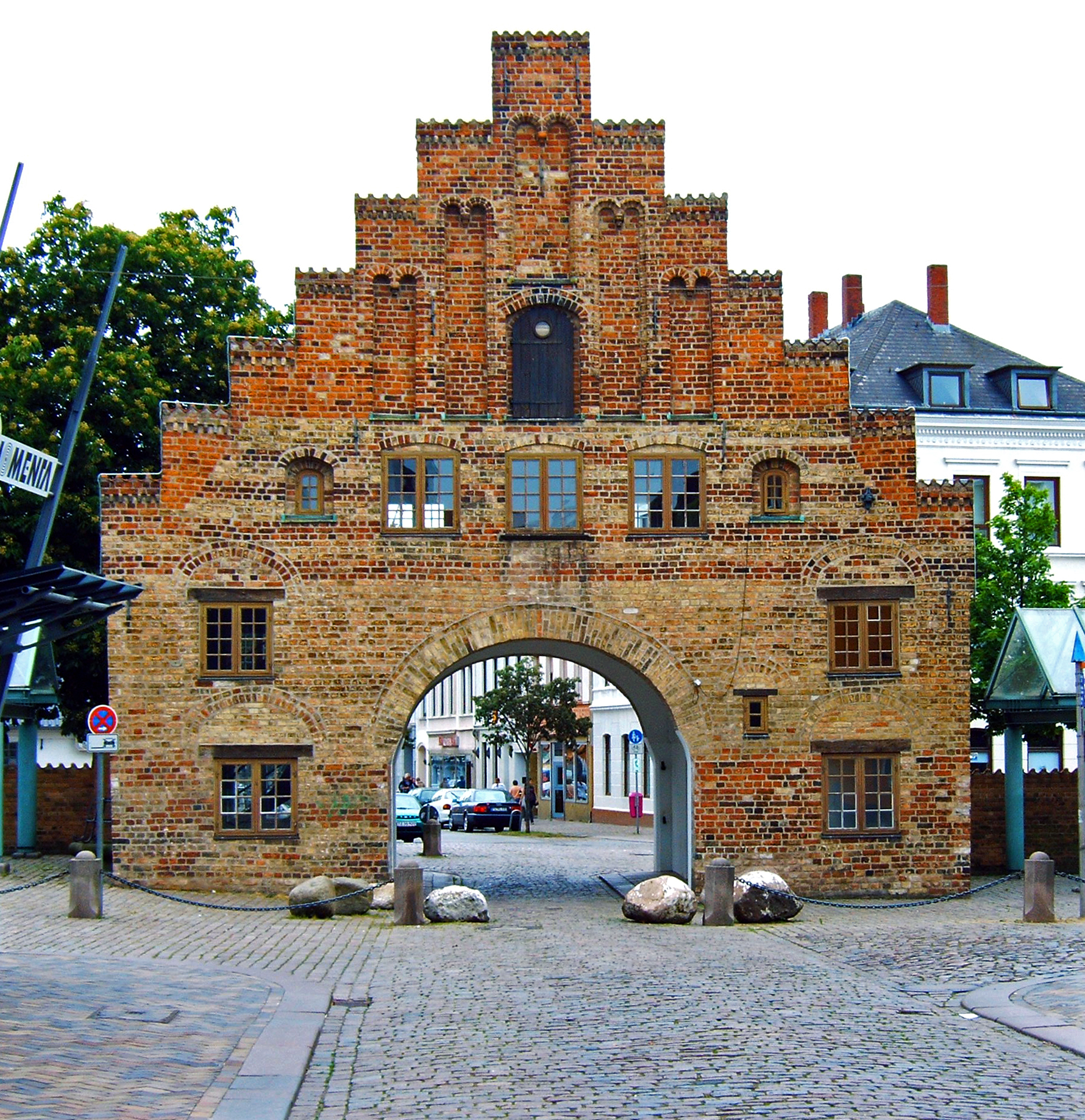
Nordertor
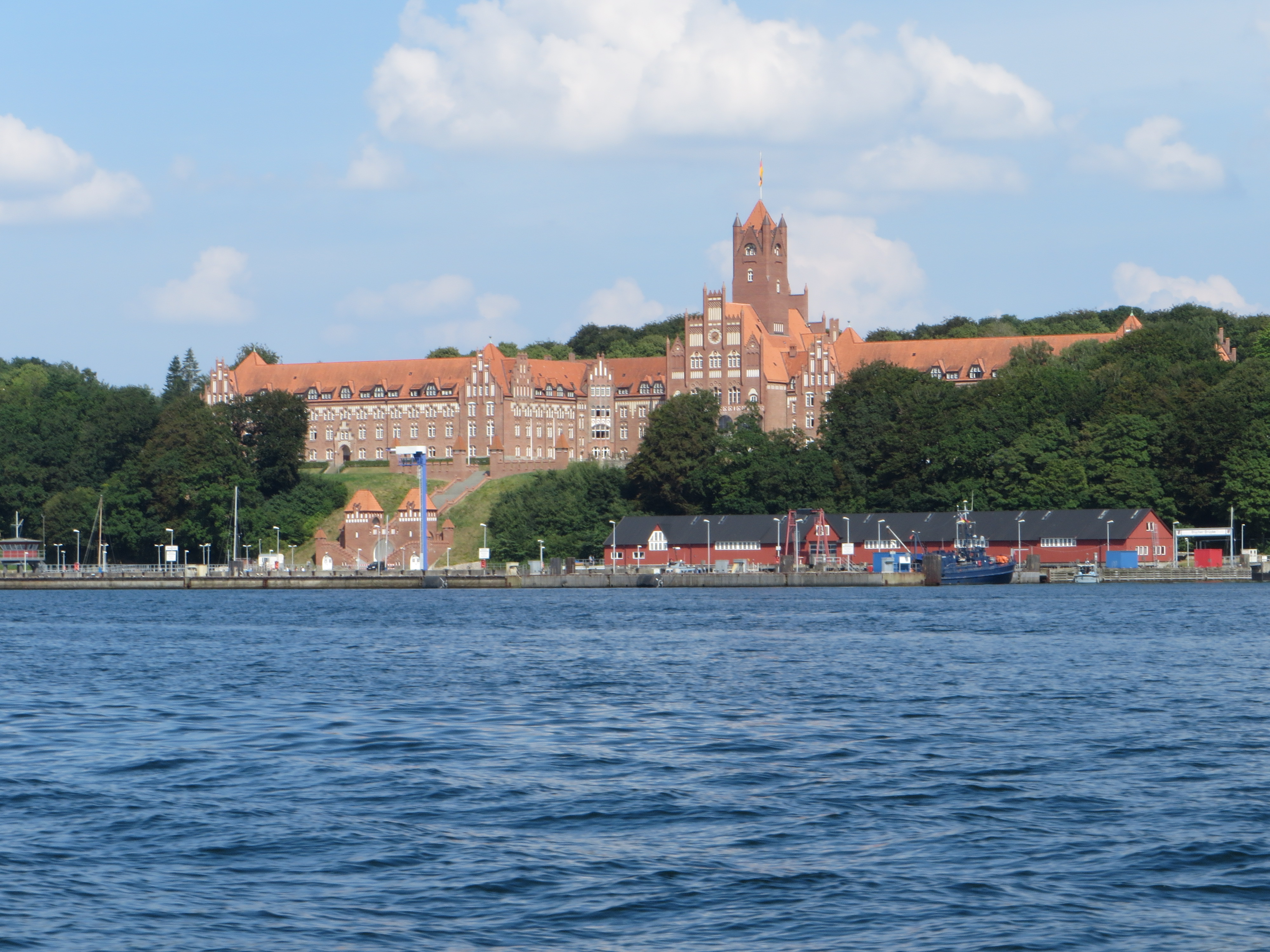
Marineschule Mürwik
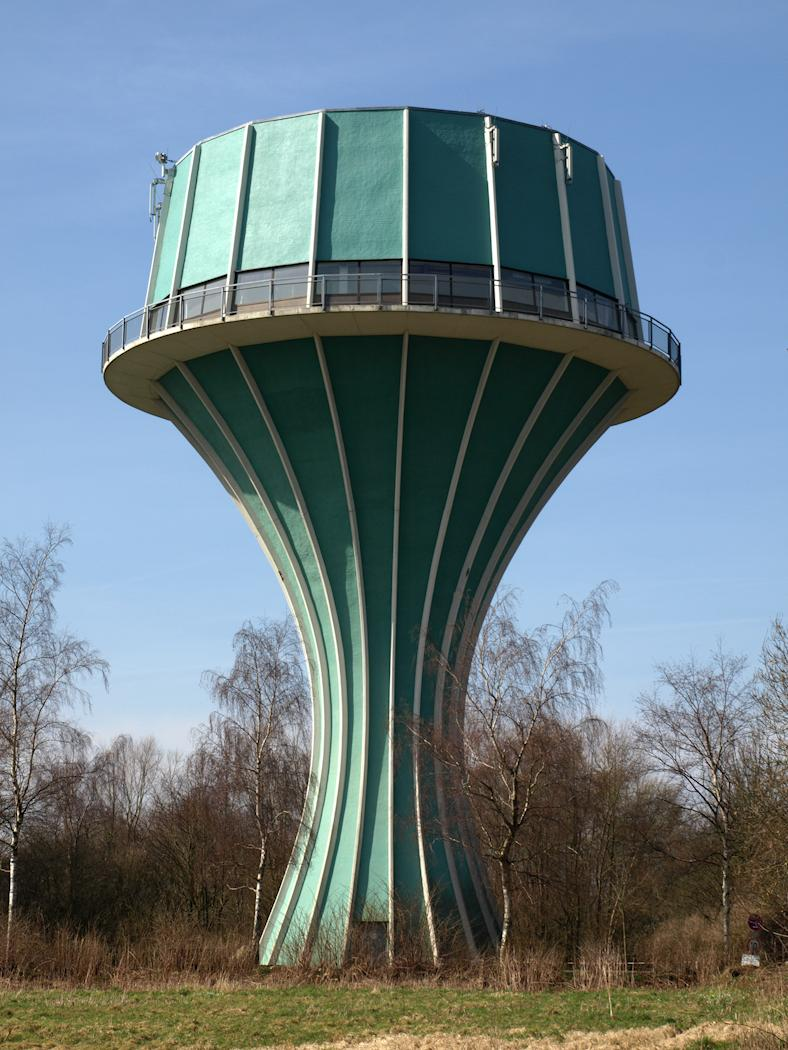
Mürwiker Wasserturm
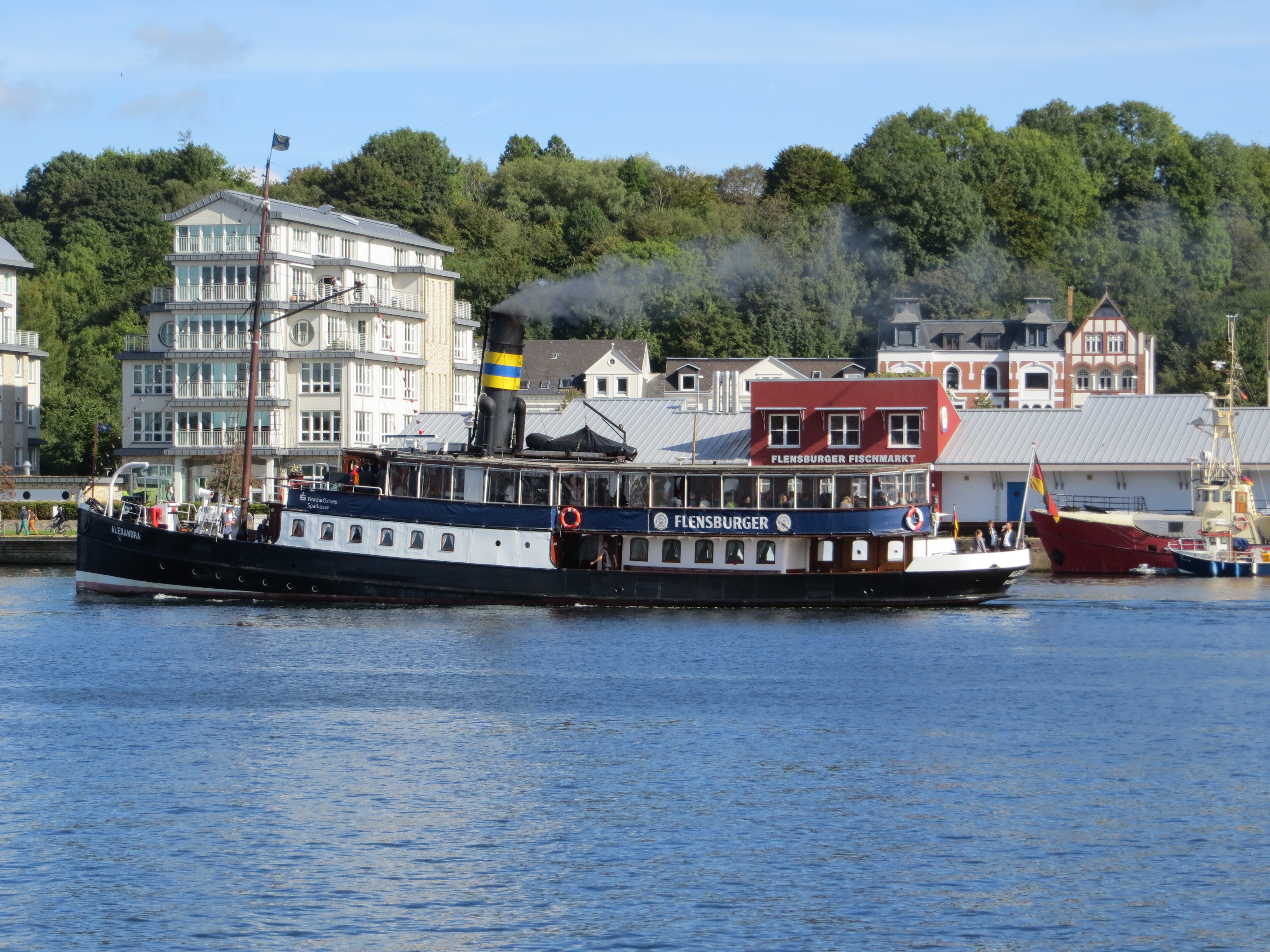
Alexandra
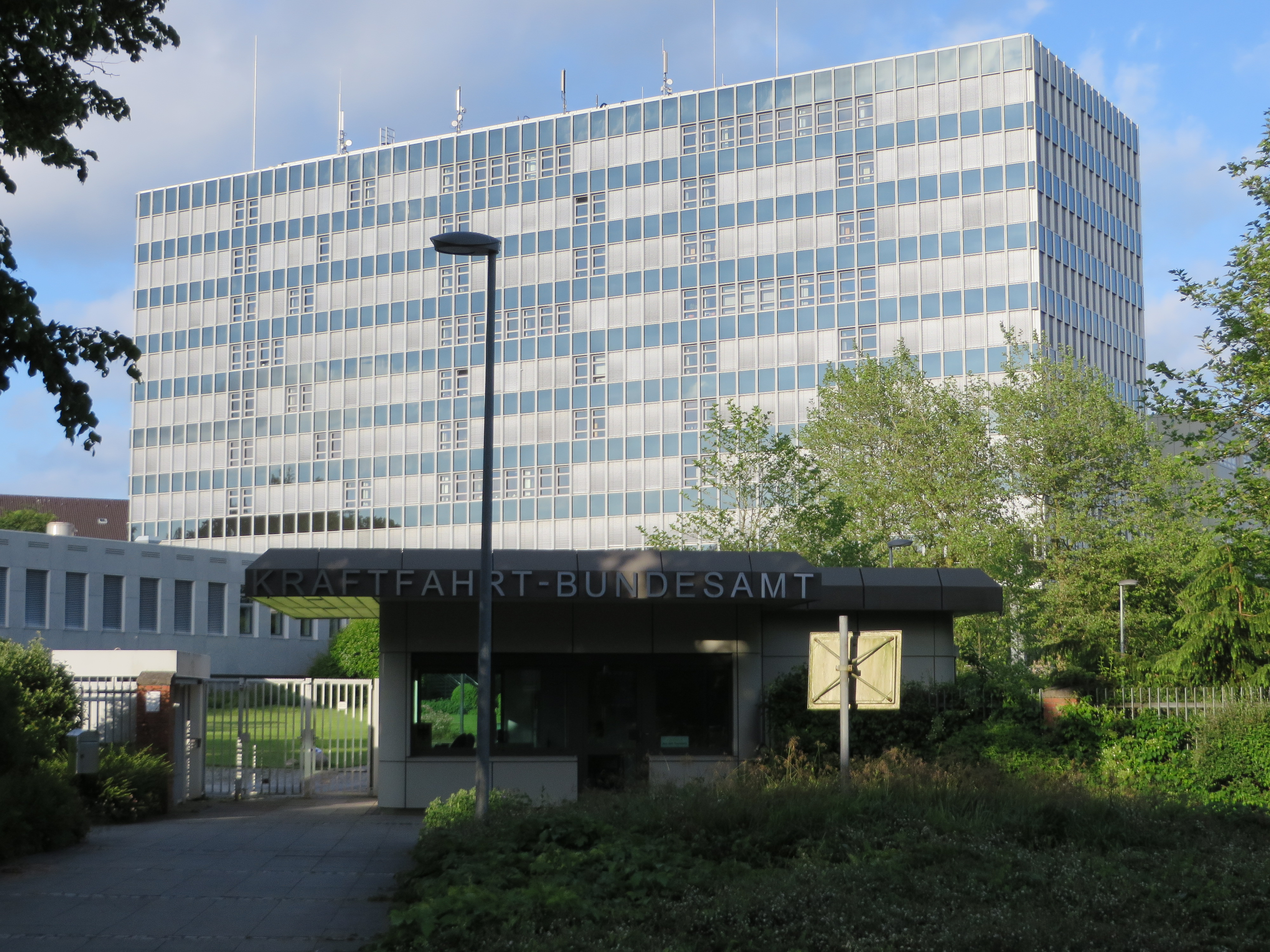
KBA